# Bułat Okudżawa
Bułat Szałwowicz Okudżawa (ros. Булат Шалвович Окуджава, gruz. ბულატ ოკუჯავა; ur. 9 maja 1924 w Moskwie, zm. 12 czerwca 1997 w Clamart) – radziecki bard, poeta, prozaik, dramaturg tworzący w języku rosyjskim, kompozytor ballad, pieśni lirycznych i satyrycznych.

## Życiorys
Był synem Ormianki i Gruzina. Jego rodziców, komunistycznych działaczy partyjnych, spotkały represje w czasie wielkiego terroru. Ojciec, Szalwa Okudżawa (ros. Шалва Степанович Окуджава), pierwszy sekretarz lokalnego komitetu partii w Niżnym Tagile, został rozstrzelany w 1937 roku, natomiast matka, Aszhen Nalbandian (ros. Ашхен Степановна Налбандян), pełniąca funkcję sekretarza rajkomu, została skazana na dziesięć lat w obozie (łącznie spędziła 18 lat w łagrze).
Razem z bratem wychowywał się u babki – w niełatwym czasie i trudnych warunkach życiowych. Po okresie wielkiego terroru, naznaczony stygmatem wroga ludu starał się o zaufanie władzy. Podczas II wojny światowej, w wieku 18 lat przerwał naukę i podjął, jako ochotnik, służbę wojskową. W 1942 roku został wysłany na front. Był kilkakrotnie ranny. Po zakończeniu wojny był pracownikiem fizycznym, zaliczył eksternistycznie pozostałe klasy szkoły średniej i rozpoczął studia na Wydziale Filologicznym uniwersytetu w Tbilisi. Wtedy też debiutował na łamach gazety Leninowski sztandar (Ленинское знамя). W 1950 roku, po ukończeniu studiów, rozpoczął pracę jako nauczyciel w wiejskiej szkole w okolicach Kaługi. Na fali odwilży wstąpił do partii. Po uwolnieniu matki z zesłania w 1956 (została zrehabilitowana) powrócił do Moskwy. Tam też, najpierw w gronie przyjaciół, później już publicznie, zaczął śpiewać swoje wiersze, akompaniując sobie na gitarze.
Od tego momentu, w miarę zdobywania przez Okudżawę popularności, aparat partyjny przyglądał się jego twórczości z rosnącą dezaprobatą, on natomiast coraz bardziej dystansował się wobec swoich wcześniejszych poglądów. Nie mogąc mówić wprost o bieżących sprawach, pisał powieści historyczne (najczęściej osadzone w XIX wieku), których bohaterami byli romantyczni buntownicy sprzeciwiający się tyranii. Walczyli oni na przegranej pozycji, będąc świadomi beznadziejności swego losu. Mimo to bez wahania decydowali się poświęcić swe życie w imię wyznawanych wartości.
Największą sławę zdobył jako poeta i bard. Początkowo jego wiersze dostępne były tylko w drugim obiegu, powielane w samizdacie, dopiero później artysta miał możliwość oficjalnego wykonywania swoich dzieł. W poezji Okudżawy dominuje klimat zadumy, smutku, refleksji nad ludzkim losem. Częstym motywem jest wojna, jednak bywa ona zazwyczaj jedynie tłem dla egzystencjalnych rozważań, najważniejszym tematem jest bowiem dramat jednostki zmagającej się z życiem. W utworach zauważalna jest też więź emocjonalna poety z Arbatem, starą moskiewską ulicą, na której w dzieciństwie mieszkał. Stała się ona symbolem jednoznacznie utożsamianym z Okudżawą. Miejscem szarym, typowym, pełnym codziennych problemów zwykłych ludzi, a jednocześnie pełnym tajemnic. Był blisko związany z Agnieszką Osiecką, której dedykował piosenkę Pożegnanie Polski.
Jego piosenki zostały wykorzystane w wielu filmach, m.in. w takich jak Białe słońce pustyni czy Dworzec Białoruski.
W 1994 roku otrzymał rosyjską Nagrodę Bookera.
Okudżawa chorował poważnie na serce. Z tego powodu 29 maja 1991 roku był poddany operacji wstawienia bypassów w sercu podczas pobytu w Los Angeles w Stanach Zjednoczonych Ameryki. W czerwcu 1997 roku wyjechał do Paryża, gdzie miał dać koncert. Zachorował na grypę, w wyniku której rozwinęły się powikłania. Zmarł 12 czerwca w klinice w Clamart pod Paryżem.
Na łożu śmierci według jednych informacji wyraził życzenie i przyjął chrzest, według innych – został ochrzczony w stanie nieświadomości przez swoją żonę, z nadaniem imienia Ioann. Pochowany na moskiewskim Cmentarzu Wagańkowskim. Miał żonę Olgę i syna Bułata.

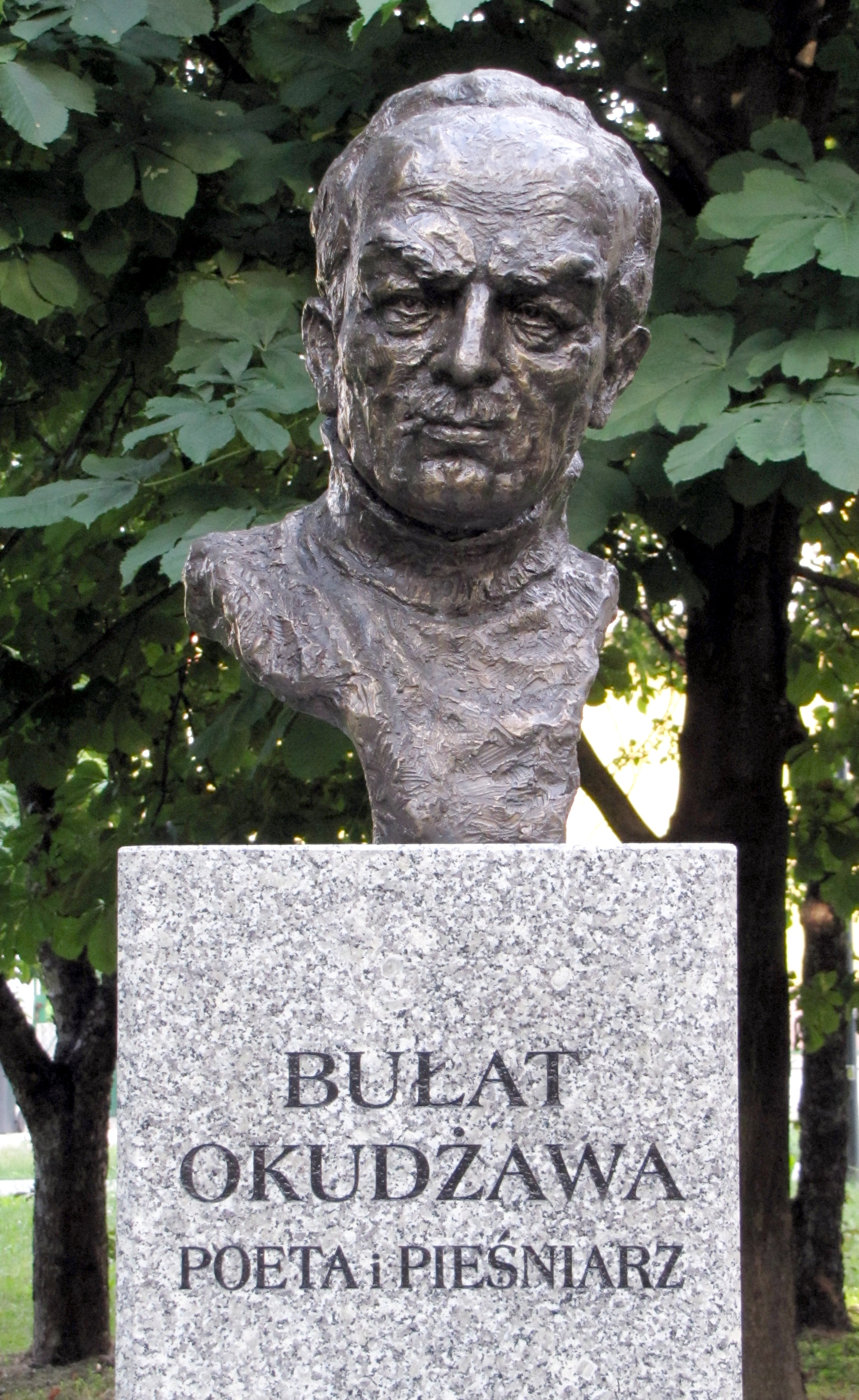
Popiersie Bułata Okudżawy w Alei Sław na Skwerze Harcerskim w Kielcach

Okudżawa był w Polsce po raz pierwszy w 1963 roku. Potem wracał wielokrotnie. W Polsce jego twórczość, zwłaszcza piosenki, cieszyły się dużą popularnością. Utwory Okudżawy tłumaczyli na język polski m.in. Andrzej Bianusz, Agnieszka Osiecka, Witold Dąbrowski, Andrzej Drawicz, Ziemowit Fedecki, Andrzej Mandalian, Wojciech Młynarski i Wiktor Woroszylski. Wydana w PRL przez wytwórnię płytową Muza Polskie Nagrania płyta „Ballady Bułata Okudżawy” (SX 0482), zawierająca polskojęzyczne wersje jego utworów, była pierwszą na świecie próbą przekładu poezji śpiewanej Okudżawy na język obcy. Jego utwory śpiewali m.in. Edmund Fetting, Gustaw Lutkiewicz, Bohdan Łazuka, Wojciech Młynarski, Sława Przybylska, a w późniejszym okresie także Tomasz Żółtko, Hanna Banaszak, Magda Umer. Jacek Kaczmarski poświęcił mu swoją piosenkę Pożegnanie Okudżawy, zaś Andrzej Sikorowski Żal za Bułatem O., utrzymane w klimacie poezji Bułata.

## Twórczość

### Poezja
- 1956 Liryka (Лирика)
- 1959 Wyspy (Острова)
- 1965 Wesoły dobosz (Весёлый барабанщик)
- 1964 Po drodze do Tinatin (По дороге к Тинатин)
- 1967 Marzec wielkoduszny (Март великодушный)
- 1967 Arbat, mój Arbat (Арбат, мой Арбат)
- 1984 Wiersze (Стихотворения)
- 1988 Poświęcam wam (Посвящается вам)

### Proza
- 1961 Jeszcze pożyjesz (Будь здоров, школяр)
- 1970 Nieszczęsny Awrosimow (Бедный Авросимов)
- 1971 Mersi, czyli Przypadki Szypowa
- 1971 Глоток свободы
- 1971 Kieszonkowe przygody
- 1979 Wędrówki dyletantów (Путешествие дилетантов)
- 1983 Свидание с Бонапартом